# Lu Andrade
Luciana Andrade (sinh ngày 18 tháng 9 năm 1978 tại thành phố Varginha), hay còn được biết đến với nghệ danh là Lu Andrade, là nữ ca sĩ kiêm sáng tác âm nhạc, diễn viên, người dẫn chương trình người Brasil. Năm 2002, cô giành chiến thắng trong cuộc thi tìm kiếm tài năng âm nhạc Popstars và gia nhập nhóm nhạc nữ Rouge. Cô hoạt động trong nhóm cho đến năm 2005, cũng trong khoảng thời gian này, nhóm đã ra mắt khán giả bốn album phòng thu là: Rouge (2002), C'est La Vie (2003), Blá Blá Blá (2004) và Mil e Uma Noites (2005). Tổng cộng với các album này, nhóm đã bán được sáu triệu đĩa. Thành tích này giúp Rouge trở thành một trong những ban nhạc nổi tiếng nhất Brazil cũng như nằm trong top hai mươi nhóm nhạc nữ thành công về mặt thương mại nhất trên phạm vi thế giới.

## Đời tư
Luciana bắt đầu hẹn hò với nhiếp ảnh gia Leonardo Pereira vào khoảng năm 1998, khi cô 19 tuổi, lúc này cả hai đều sống ở thành phố Varginha. Năm 1999 cô học Đại học South of Minas (tiếng Anh: University Center of the South of Minas, UNIS). Năm 2001, cô quyết định chuyển đến sống ở São Paulo cùng với bạn trai để theo đuổi sự nghiệp âm nhạc. Cô giành được một học bổng toàn phần và bắt đầu đi hát với các nghệ sĩ đồng nghiệp. Năm 2003, cô kết hôn bí mật với Leonardo, lễ cưới của cô được cử hành một cách riêng tư, tránh ống kính của báo giới. Năm 2004, cô tham gia vào chương trình Cultural Artistic Festival tại Varginha, một sự kiện được tổ chức với mục đích tìm kiếm và phát triển những tài năng nghệ thuật trẻ.